# Mahnîșivka, Iarmolînți
Mahnîșivka (în ucraineană Магнишівка) este un sat în comuna Pasicina din raionul Iarmolînți, regiunea Hmelnîțkîi, Ucraina.

## Demografie
Componența lingvistică a localității Mahnîșivka
     Ucraineană (99,5%)
     Alte limbi (0,5%)
Conform recensământului din 2001, majoritatea populației localității Mahnîșivka era vorbitoare de ucraineană (99,5%), existând în minoritate și vorbitori de alte limbi.